# イアン・ミッチェル
イアン・ミッチェル（Ian Mitchell、1958年 - 2020年）は、ベイ・シティ・ローラーズやロゼッタ・ストーンのメンバーだったことで知られる、北アイルランド出身のミュージシャン。

## 経歴
ミッチェルは、17歳だった1976年に、オリジナル・メンバーのひとりだったアラン・ロングミュアーが脱退したベイ・シティ・ローラーズに加入し、アルバム『青春に捧げるメロディー』に参加した。しかし、在籍9か月で北アイルランドへ戻り、ロゼッタ・ストーンを結成した。その後、1979年にミッチェルはロゼッタ・ストーンを脱退したが、バンドは彼抜きで1984年まで活動を続けた。一方ミッチェルは、しばらくの間、イアン・ミッチェル・バンド (Ian Mitchell Band) 名義で活動した。
ミッチェルは、1980年代には、ベイ・シティ・ローラーズの元メンバーであるスチュアート・"ウッディ"・ウッドと共演もした。
2020年9月1日、咽頭ガンにより62歳でその生涯を終えた。

## ディスコグラフィ

### ベイ・シティ・ローラーズ
- 青春に捧げるメロディー (Dedication)、1976年

### ロゼッタ・ストーン
- 青春の出発 (Rock Pictures)、1978年

### イアン・ミッチェル・バンド
- 青春の誓い (Suddenly You Love Me)、1979年
- 青春に夢中 (Goin' Crazy)、1980年